# 1,5-Diazabicyclo(4.3.0)non-5-en
1,5-Diazabicyclo[4.3.0]non-5-en (DBN) ist eine chemische Verbindung aus der Gruppe der bicyclischen Amidine.

## Herstellung
Ähnlich wie Diazabicycloundecen (DBU), kann DBN in drei Schritten ausgehend von zyklischen Lactamen synthetisiert werden. Hierbei erfolgt im ersten Schritt eine Aza-Michael-Addition von Acrylnitril, anschließend eine Reduktion mittels Raney-Nickel und Kondensation zum bizyklischen System durch Behandlung mit p-Toluolsulfonsäure (TsOH).

## Eigenschaften
1,5-Diazabicyclo[4.3.0]non-5-en ist eine klare hellgelbe Flüssigkeit. 
Es handelt sich um eine nicht-nucleophile sehr starke Base, die mit einer pK-Wert von 13,6 nahezu so stark ist wie Natriumhydroxid. Die voluminösen Basen können zwar leicht erreichbare gebundene Protonen angreifen und binden und deshalb sehr erfolgreich Eliminierungsreaktionen einleiten, die Basen sind aber nicht in der Lage, abgeschirmte Kohlenstoffatome nucleophil anzugreifen und deshalb kann es nicht wie bei Verwendung von NaOH als Base zu unerwünschten  Substitutionsreaktionen kommen. 
Protoniert wird der Iminostickstoff, =NR, unter Bildung eines mesomeriestabilisierten Kations. Ähnliche Eigenschaften hat die verwandte Verbindung DBU.

## Verwendung
1,5-Diazabicyclo[4.3.0]non-5-en wird für Dehydrohalogenierungsreaktionen zu Olefinen verwendet.